# Albert de Mun
Adrien Albert Marie de Mun, född 28 februari 1841, död 6 oktober 1914, var en fransk politiker.
Mun deltog i tysk-franska kriget och råkade i tysk fångenskap, där hans intresse väcktes för en social kristendom. Av sympati för de lägre klasserna grundade han vid återkomsten till Frankrike bildningscirklar bland arbetare och ägnade sina krafter åt att på kristen grund söka närma samhällsklasserna. Vid sidan om Jean Jaurès var han sin samtids främsta talare, och utövade i parlamentet där han invalts 1876 ett betydande inflytande. Av traditionen rojalist och en tid anhängare till boulangismen tog han efter påven Leo XIII:s encyklika av 1892 avstånd från den rojalistiska politiken för att huvudsakligen ägna sig åt sociala och religiösa frågor. 1897 blev han medlem av Franska akademien. Bland Muns skrifter märks Discours et écrits divers (1898-1904), La loi des suspects (1900), Contre la séparation (1905), Ma vocation sociale (1908) och L'heure décisive (1913).